# Kognitivní literární věda
Kognitivní literární věda je transdisciplinární oblast nacházející souvislosti mezi literární teorií a kognitivní vědou, což je obor kombinující poznatky neurověd, psychologie, lingvistiky, antropologie, filosofie, umělé inteligence, součástí jsou i různé podobory (kupř. neurofenomenologie, kognitivní lingvistika). Jedná se o aplikaci teorie konsilience, snahu o propojení tvrdých přírodních a měkkých humanitních věd. Podnět k začlenění kognitivní vědy do literární teorie vzešel od Marka Turnera, jenž vycházel z faktu, že jazyk užívaný v komunikaci je stejně jako literární dílo výsledkem činnosti lidské mysli. Literatura je tedy možným zdrojem k poznání a definování mechanismů lidské mysli. Tento směr se vyvíjí zhruba od poslední dekády 20. století v angloamerickém prostředí.

## Metodologie kognitivní literární vědy
Kognitivní věda jakožto rozsáhlý obor umožňuje několik přístupů ke zkoumání literatury:
- přírodovědný
- experimentalismus
- intencionalismus

### Přírodovědná metodologie
Tento způsob výzkumu odhaluje neurologické protějšky umělecké činnosti. Vilayanuar S. Ramachandran tímto způsobem vytvořil teorii o vzniku a podstatě metafory, stěžejní je přenos informací mezi jednotlivými neuronovými mapami (tvořenými koncepty) při nadbytku neuronových spojení. Pojmy jsou tím pádem zasazeny do nezvyklých rámců, což vede k ozvláštnění textu a estetickému účinku na recipienta.
Další oblastí zasaženou neurologií je hermeneutika, jako příklad lze uvést knihu How Literature Plays With the Brain (2014) autora je Paula B. Armstronga. V ní vysvětluje, jak již existující teorie hermeneutického kruhu interpretace koresponduje se způsobem, jímž jsou v mozku ukládány neustále se přeskupující vzorce. Ty nám podle jeho teorií poskytují rámce při vnímání reality, do kterých dosazujeme nové podněty, skládajíce je do smysluplných příběhů. Na základě tohoto principu lze vysvětlit protichůdné interpretace literárních textů, každý člověk má totiž odlišné rámce a zkušenosti, které se v pochopení literárních textů odráží. Využívána je také funkční magnetická rezonance, při zkoumání mozku během čtení totiž lze sledovat, které konkrétní oblasti se při procesu čtení zapojují.

### Experimentalismus
Experimentalismus definovali George Lakoff s Markem Johnsonem, je založen na běžných názorech a hypotézách ohledně lidské zkušenosti, které slouží k vysvětlení lidského chování (lidová psychologie). Do tohoto okruhu patří také experiencialismus, rozpracován v knihách Metafory, kterými žijeme (2014) a Philosophy in the Flesh (1999). Lidský rozum má podle George Lakoffa tělesnou podstatu, dle jeho teorie má uvažování základ v tělesné zkušenosti a z ní vycházejícího užívání imaginativních mechanismů, pojmové struktury jsou zakořeněny ve vnímání a fyzických i sociálních zkušenostech. Výsledkem je imaginativní myšlení, přesahující skutečnost (metafory, metonymie, personifikace).

### Intencionalismus
Intencionalismus akcentuje lidskou zkušenost, záměry, pocity, přání, zaměřuje se na introspekci a její důležitost při tvorbě abstraktních pojmů, čerpá z hermeneutiky a recepční estetiky, soustřeďuje se na čtenářskou recepci, během níž vznikají emoce a významy.

## Podobory kognitivní literární vědy
Kognitivní literární věda se podle knihy Literatúra v kognitívnych súvislostiach (2014) skládá z několika podoborů, a to kognitivní rétoriky, kognitivní poetiky, kognitivní naratologie, kognitivní recepční estetiky a evoluční literární teorie.
Kognitivní poetice se věnuje Reuven Tsur, čerpaje mimo jiné z neurobiologie a pražského strukturalismu, předmětem zájmu jsou výrazové, strukturní a afektivní aspekty lidského uvažování. Kognitivní naratologie je rozpracována Marií-Laure Ryan, Monikou Fludernik, Markem Turnerem, jenž ve své knize Literární mysl (2005) analyzuje příběh, projekci a parabolu. V rámci kognitivní naratologie jsou využívány pojmy z oboru umělé inteligence, a to rámec, skript, scénář, otázkou je, které mentální reprezentace či kognitivní mechanismy umožňují pochopení narativních textů. Evoluční teorie se zabývá lidskou motivací k tvorbě literatury. V kognitivní rétorice jsou středem zájmu rétorické figury spolu s analýzami konceptuální metafory. Z recepční estetiky vycházející kognitivní recepční estetika zkoumá mentální procesy probíhající při čtení literárních děl.

## Komplikace kognitivní literární vědy
Propojování oborů s odlišnými metodologiemi a terminologií může vyústit ve zjednodušující a nepřesné závěry. Kognitivní literární věda odráží šíři samotné kognitivní vědy, neustále se rozvíjí a není ucelenou oblastí.

## Přínosy kognitivní literární vědy
Poznatky přírodních věd dále vysvětlují poznatky literární teorie (hermeneutický kruh interpretace). Analýza metafor pozměnila podobu a směřování kognitivní vědy, spolu s teorií prototypů Eleanor Rosch spadající do výzkumu kategorizace vyvrátila jednu ze základních tezí rané kognitivní vědy, jež ztotožňovala funkce lidské mysli s počítačem. Kognitivní naratologie ukazuje roli příběhů v případě utváření národní i osobní identity, pochopení sebe sama i svého okolí, poznatky lze využít v psychologii.